# Raissac-d'Aude
Raissac-d'Aude is een gemeente in het Franse departement Aude (regio Occitanie) en telt 238 inwoners (1999). De plaats maakt deel uit van het arrondissement Narbonne.

## Geografie
De oppervlakte van Raissac-d'Aude bedraagt 6,0 km², de bevolkingsdichtheid is 39,7 inwoners per km². De gemeente ligt tussen de Aude in het noorden en de Orbieu in het zuiden, die ten oosten van de gemeente samenvloeien.

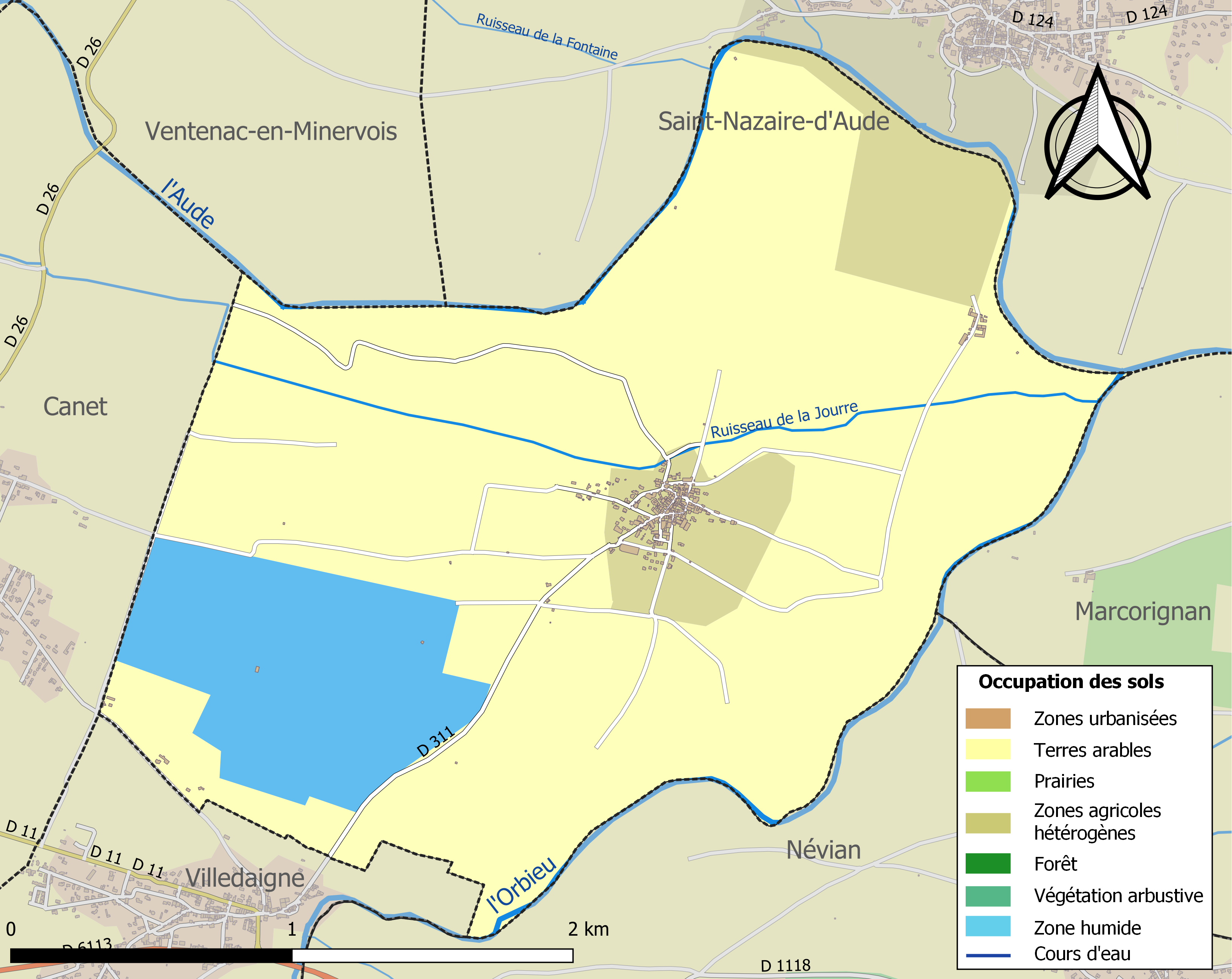
Kaart van de gemeente met de belangrijkste infrastructuur, bodemgebruik en omliggende gemeenten

## Demografie
Onderstaande figuur toont het verloop van het inwonertal (bron: INSEE-tellingen).
Vanwege een beveiligingsprobleem met de MediaWiki Graph-software is het momenteel niet mogelijk deze grafiek weer te geven. Zodra de software is bijgewerkt zal de grafiek vanzelf weer zichtbaar worden.